# Borda Rock
Der Borda Rock (englisch; bulgarisch скала Борда skala Borda) ist ein in südwest-nordöstlicher Ausrichtung 270 m langer und 90 m breiter Klippenfelsen vor der Nordwestküste von Smith Island im Archipel der Südlichen Shetlandinseln. Er liegt 240 m nordwestlich des Gregory Point.
Bulgarische Wissenschaftler kartierten ihn 2009 und 2017. Die bulgarische Kommission für Antarktische Geographische Namen benannte ihn im April 2021 nach dem französischen Mathematiker und Seemann Jean-Charles de Borda (1733–1799), dem Erfinder des nach ihm benannten Bordakreises.